# Joel Spolsky
Avram Joel Spolsky (Albuquerque, 1965 –) szoftvermérnök és író. A Joel on Software, a szoftverfejlesztésről szóló blog szerzője és a Trello projektmenedzsment-szoftver készítője. 1991 és 1994 között a Microsoft Excel csapatának programmenedzsere volt. Később, 2000-ben megalapította a Fog Creek Software-t, és elindította a Joel on Software blogot. 2008-ban elindította a Stack Overflow programozó Q&A webhelyét, Jeff Atwood együttműködésével. A Stack Exchange szoftvertermék segítségével, amely a Stack Overflow-t hajtja végre, a Stack Exchange Network több mint 170 kérdezz-felelek oldalt üzemeltet.

## Életrajz
Spolsky zsidó szülőktől született. Albuquerque-ben nőtt fel, Új-Mexikóban, ahol 15 éves koráig élt. Ezután családjával Izraelbe költözött, a középiskolát is itt végezte. Katonai szolgálatát az ejtőernyős dandárban teljesítette. Ő volt az egyik alapítója a Hanaton kibucnak Alsó-Galileában. 1987-ben visszatért az Egyesült Államokba az egyetemre. Egy évig a Pennsylvaniai Egyetemen tanult, majd átiratkozott a Yale Egyetemre, ahol a Pierson College tagja volt, és 1991-ben summa cum laude diplomázott (BSc) számítástudományból.
Spolsky 1991-ben kezdett dolgozni a Microsoftnál a Microsoft Excel csapatának programmenedzsereként, ahol megtervezte az Excel Basic programot és vezette a Microsoft Visual Basic for Applications stratégiáját. 1995-ben New Yorkba költözött, ahol a Viacomnál és a Juno Online Servicesnél dolgozott. 2000-ben megalapította a Fog Creek Software-t, és létrehozta a Joel on Software blogot. A Joel on Software volt az egyik első blog, amelyet egy vállalkozás tulajdonosa hozott létre.
2005-ben Spolsky társproducere volt és szerepelt is az Aardvark'd: 12 Weeks with Geeks című dokumentumfilmben, amely a Fog Creek a Project Aardvark fejlesztését dokumentálta, ami egy távoli segédeszköz.
2008-ban a Spolsky Jeff Atwooddal közösen alapította a Stack Overflow-t, a szoftverfejlesztőknek adott kérdés-válasz közösségi webhelyet. A vállalat vezérigazgatója volt, amíg Prashanth Chandrasekar nem váltotta le őt 2019. október 1-jén. Spolsky továbbra is a társaság elnöke
2011-ben Spolsky elindította a Trello nevű online projektmenedzsment eszközt, amelyet Kanban metodika ihletett.
2016-ban Spolsky bejelentette Anil Dash kinevezését a Fog Creek Software új vezérigazgatójává, Spolsky pedig továbbra is a Stack Overflow vezérigazgatója és a Fog Creek Software igazgatóságának tagja. A céget azóta átnevezték Glitch-re.
Öt könyv szerzője, köztük a User Interface Design for Programmers és a Smart and Gets Things Done. Ő a "Joel-teszt" készítője is.
Spolsky megalkotta a javítsd meg kétszer folyamatfejlesztési módszert. Gyors, azonnali megoldást jelent a problémajavítására, és egy második, lassabb megoldást arra, hogy megakadályozza ugyanazon probléma újbóli előfordulását a kiváltó ok megtalálásával. A Shlemiel, a festő algoritmus kifejezést használja, olyan algoritmusra utalva, amely nem túl skálázható a túl sok felesleges művelet végrehajtása miatt, a salon.com-on Scott Rosenberg a jó írás példájaként írta le "szigetvilágukról oly módon, hogy elnyerje kollégáik tiszteletét és a kívülállók figyelmét".
Spolsky megjelent a WeAreDevelopers konferencián 2017-ben, ahol elmondta, hogy a fejlesztők hogyan írják a jövő forgatókönyvét. Beszédében Spolsky arról beszélt, hogyan falják fel a szoftverek a világot, hogyan válik egyre nyilvánvalóbbá a mindennapi életben, amikor az emberek nap mint nap több szoftverrel lépnek kapcsolatba, és hogyan segítenek a fejlesztők a világ működésének alakításában, ahogy a technológia folyamatosan fejlődik. A "mi csak némi zöldség vagyunk a szoftveres levesben lebegve" metaforát használta, utalva arra, hogy állandóan használjuk a szoftvereket a leghétköznapibb tevékenységekhez, beleértve a munkát, a közösségi hálót és még a taxit is.
2019 decemberében Spolsky elárulta, hogy a HASH nevű nyílt forráskódú szimulációs startup elnöke.

### Magánélet
2015-ben Spolsky a közösségi médiában és blogján jelentette be férjével, Jareddel kötött házasságát. Manhattan Felső West Side részén élnek.

## Schlemiel, a festő algoritmusa
A szoftverfejlesztésben a Schlemiel, a festő algoritmusa (néha Schlemiel, a festőalgoritmus, nem tévesztendő össze a "Festő algoritmusával") egy olyan módszer, amely nem hatékony, mert a programozó a szoftvertervezés legalsó szintjén figyelmen kívül hagyott néhány alapvető kérdést. A kifejezést 2001-ben Spolsky találta ki, aki jiddis poén segítségével illusztrált egy bizonyos gyenge programozási gyakorlatot. Schlemielnek terelővonalat kell festenie az út közepére. Minden nap kevesebbet fest, mint az előző napon, és amikor rákérdeznek ennek az okára, elmagyarázza, hogy minden nap egyre távolabb kerül a festékdoboztól, így egyre hosszabb időbe telik, amíg visszamegy, és festéket tesz az ecsetre.
A hatékonyság, amellyel Spolsky párhuzamot vont, az a gyenge programozási gyakorlat volt, hogy a C-stílusú null-végződésű stringeket újra összefűzték. A stringek összefűzésére szolgáló C szabványos könyvtárfüggvény minden megvalósításának első lépése az első karakterlánc hosszának meghatározása az egyes karakterek ellenőrzésével, hogy meggyőződjön arról, hogy ez a befejező nullkarakter. Ezután a második karakterláncot az első végére másolja.

Spolsky példáján a "Schlemiel" akkor fordul elő, ha több string összefűzése történik:
```
  
strcat
(
 
buffer
,
 
"John"
 
);
  
// Here, the string "John" is appended to the buffer

  
strcat
(
 
buffer
,
 
"Paul"
 
);
  
// Now the string "Paul" is appended to that

  
strcat
(
 
buffer
,
 
"George"
 
);
 
// ... and "George" is appended to that

  
strcat
(
 
buffer
,
 
"Ringo"
 
);
  
// ... and "Ringo" is appended to that

```

Miután a "Pault" csatolják "Johnhoz" , a "JohnPaul" hossza (vagy pontosabban a végződő nullkarakter helyzete) a strcat () hatókörén belül ismert, de a funkció lejártakor elvetik. Utána, amikor a strcat()-nak azt mondják, hogy fűzze hozzá a "George-ot" a "JohnPaulhoz", a strcat() a "JohnPaul" (ami "J") legelső karakterétől kezdődik, csak hogy megtalálja a végződő nullkaraktert. Minden következő strcat() hívásnak újra ki kell számítania a hosszat, mielőtt egy másik nevet összefűzne a bufferrel. Hasonlóan ahhoz, hogy Schlemiel nem viszi magával a festékes vödröt (vagy a húr hosszát), az összes következő strcat() újra "be kell járja" a string hosszát annak meghatározásához, hogy hol kell másolni a második stringet. Ahogy a strcat() minden adattal több adatot adunk a buffernek, úgy a nullkarakter befejezése is távolabb kerül a kezdetektől, ami azt jelenti, hogy a későbbi hívások egyre lassabbak.
A Spolsky példáján bemutatott problémákat nem veszi észre egy olyan programozó, aki magas szintű nyelvet használ, és alig vagy egyáltalán nem érti a nyelv implementációjának működését, ideértve annak alapelveit és funkcióit is.

## Publikációk
- Spolsky, Joel. User Interface Design for Programmers. Apress (2001). ISBN 1-893115-94-1
- Spolsky, Joel. Joel on Software: And on Diverse and Occasionally Related Matters That Will Prove of Interest to Software Developers, Designers, and Managers, and to Those Who, Whether by Good Fortune or Ill Luck, Work with Them in Some Capacity. Apress (2004). ISBN 1-59059-389-8
- Spolsky, Joel. The Best Software Writing I: Selected and Introduced by Joel Spolsky. Apress (2005). ISBN 1-59059-500-9
- Spolsky, Joel. Smart and Gets Things Done: Joel Spolsky's Concise Guide to Finding the Best Technical Talent. Apress (2007). ISBN 978-1-59059-838-2
- Spolsky, Joel. More Joel on Software: Further Thoughts on Diverse and Occasionally Related Matters That Will Prove of Interest to Software Developers, Designers, and to Those Who, Whether by Good Fortune or Ill Luck, Work with Them in Some Capacity. Apress (2008). ISBN 978-1-4302-0987-4

## Fordítás
Ez a szócikk részben vagy egészben  a   Joel Spolsky című angol Wikipédia-szócikk ezen változatának fordításán alapul.  Az eredeti cikk szerkesztőit annak laptörténete sorolja fel. Ez a jelzés csupán a megfogalmazás eredetét és a szerzői jogokat jelzi, nem szolgál a cikkben szereplő információk forrásmegjelöléseként.